# Creo Elements/Pro
Creo Elements/Pro претходно познат под именом Про/ИНЖЕЊЕР (енгл. Pro/ENGINEER) или кратко Про/Е је тридимензионални рачунарски програм за рачунарско пројектовање односно техничко конструисање. Аутор програма је компанија Parametric Technology Corporation (PTC). Про/Е користи се у машиноградњи, електротехници, грађевинарству, архитектури итд.

## Основни опис рада
Сваки објект моделира се тридимензионално и одатле се изводе цртежи, или више објеката састављају се у блокове.
Посебне особине Creo Elements/Pro-а су:
- потпуно параметријски: све геометрије су мерене, промена мере доводи до одговарајуће промене геометрије.
- бидирекционално асоцијативно: промена једног модела актуализује се у свим употребама дотичног модела, као нпр. у блоку, цртежу, у НЦ-моделу итд., и доводи исто до одговарајуће промене геометрије. Промени се мера у од модела изведени цртеж, мења се опет и геометрија самог модела.
- басирано на конструктивним елементима: модели се граде од појединих типичних елемената из конструкције и производње, нпр. објекти се на основи једне скице продуже или ротирају.

Creo Elements/Pro примењује се на оперативним системима Microsoft Windows, и на IRIX, HP-UX соларис са 32-бит и 64-бит-системима. Примена за линукс укинута је са Про/Е верзијом вајлдфајер 4 (Wildfire 4).

## Историја
Компанија Parametric Technology Corporation основана је 1985. године. Програм Про/Е уведен је 1988. године, први корисник била је компанија Џон Дир. На Windows програм се примењује од 1993. године.

## Корисници
Програм се користи у великој мери у аутомобилној индустрији и у конструкцији погонских компонента, те у машинству и у теретној роби. Најпознатији корисници Про/Е-програма су нпр. Ауди, BMW, Боинг, Бош, Џон Дир, Фолксваген, Либхер, Моторола, Сименс, Тојота и други.

## Верзије
-{
- Pro/ENGINEER 1 - 20
- Pro/ENGINEER 2000i
- Pro/ENGINEER 2000i2
- Pro/ENGINEER 2001
- Pro/ENGINEER Wildfire
- Pro/ENGINEER Wildfire 2.0
- Pro/ENGINEER Wildfire 3.0
- Pro/ENGINEER Wildfire 4.0
- Pro/ENGINEER Wildfire 5.0
- Creo Elements/Pro 5.0
- Creo Parametric 1.0
- Creo Parametric 2.0
- Creo Parametric 2.0
- Creo Parametric 2.0 M090

}-